# Севастополь-2
ФК «Севасто́поль-2» (рос. ФК «Севастополь-2», крим. FK "Sevastopol-2") — український футбольний клуб з міста Севастополя. Фарм-клуб команди першої ліги ПФК «Севастополь».
З 2004 року по 2006 рік клуб іменувався «Авліта», на ім'я спонсора, що утримує дублюючу команду.
Найкращий результат в чемпіонаті Криму — 4 місце в 2006 році.
Володар Кубка АР Крим 2008 року.
У сезоні 2008/2009 клуб брав участь у другій лізі, але не дограв сезон з фінансових причин і знявся з чемпіонату. У сезоні 2011/2012 років знову грав у другій лізі.

## Корисні посилання
- Офіційний сайт клубу ФК «Севастополь» (рос.)
- Форум вболівальників ФК «Севастополь» (рос.)
- Севастопольський футбольний портал (рос.)